# Filialkirche Hasenleiten

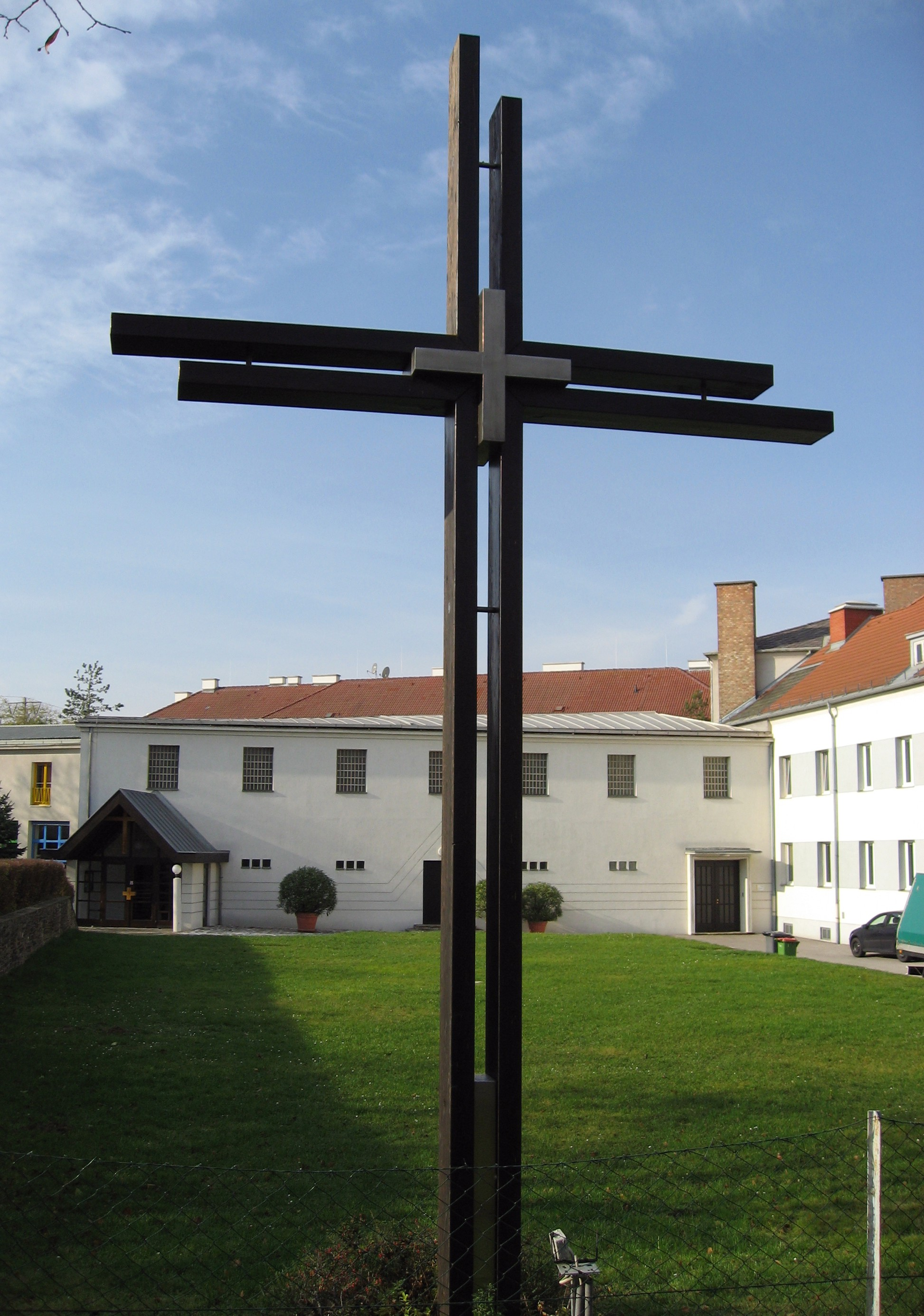
Pfarrkirche Hasenleiten, von der Hasenleitengasse aus gesehen

Die Filialkirche Hasenleiten, auch Filialkirche Zum Göttlichen Kinderfreund, ist eine dem heiligen Johannes Maria Vianney geweihte römisch-katholische Filialkirche im 11. Wiener Gemeindebezirk Simmering und steht unter Denkmalschutz (Listeneintrag).
Am 1. April 2018 wurde die Pfarre Hasenleiten mit den Pfarren Neusimmering und St. Lukas zur Pfarre Zur Göttlichen Liebe zusammengelegt. Die Pfarrkirche Hasenleiten ist seither eine Filialkirche der Pfarre Zur Göttlichen Liebe und die Kirche der Teilgemeinde Hasenleiten.

## Notkirche
Während des Ersten Weltkrieges befand sich das Wiener Kriegsspital Nr. VI im Dreieck Hasenleitengasse – Ostbahn – Am Kanal (ehemals Wiener Neustädter Kanal parallel zur Aspangbahn). Das Barackenspital, geplant für 4500 Patienten und 1915 errichtet, hatte auch eine Kirche und war gegen Ende des Krieges weit überbelegt. Die Baracken wurden nach dem Krieg mit Zwischenwänden zu Notunterkünften für Obdachlose umgebaut. Später entstand dort die Wohnsiedlung Hasenleiten.
Die Kirche des Kriegsspitals, aus Holz im Stil russischer Dorfkirchen gestaltet, war eine Spende einer polnischen Firma, wurde in Fertigbauteilen angeliefert, hatte einen schlanken Holzturm und wurde am 1. November 1915 von Militärkurat Karl Rudolf benediziert. Nach dem Krieg, als die Lazarettbaracken als Notunterkünfte für Obdachlose dienten, war die Kirche verlassen und verwüstet, bis 1926 der Jesuitenpater Peter Paul Pohl mit beherzten Männern die Kirche notdürftig herrichtete und wieder Gottesdienste gefeiert wurden. Einige Jesuitenpatres übernahmen von 1927 bis 1934 die Betreuung, bis 1934 mit Konrad Thurnher ein ständiger Seelsorger kam. Mit Thurnher wurde das Seelsorgegebiet Hasenleiten, das der Pfarre St. Laurenz mit der Pfarrkirche Altsimmering zugehörte, ab 1942 mit eigenem Pfarrkirchenrat geführt und mit 1. Jänner 1944 zur selbständigen Pfarre.
Am 19. Dezember 1959 feierte der ehemalige Militärkurat Karl Rudolf, damals Prälat im Stephansdom, die letzte Heilige Messe in der Barackenkirche, die 1961 abgebrochen wurde.

## Die heutige Pfarrkirche
Noch unter Thurnher war am südlichen Rand von Hasenleiten ein Grundstück für einen Kirchenneubau erworben worden. Seine Nachfolger Pfarrer Josef Erber und Pfarrer Anton Haselhofer brachten das Vorhaben ins Laufen und zum Abschluss. Die Pfarrkirche wurde von Architekt Ladislaus Hruska in den Jahren 1953 bis 1959 entworfen und realisiert und am 20. Dezember 1959 von Erzbischof Kardinal Franz König als erste und bislang einzige österreichische Kirche Johannes Maria Vianney, dem Pfarrer von Ars, geweiht.
Sehenswert ist auch der als Drahtplastik gestaltete Kreuzweg des Malers Koruka.

## Seelsorger und Pfarrer
- 1915–1918: Karl Rudolf
- 1926–1934: Peter Paul Pohl und andere Jesuiten
- 1934–1951: Konrad Thurnher (1885–1951), ein Priester aus Dornbirn, ging freiwillig mit Josef Gorbach, um der Arbeiterseelsorge in Wien zur Verfügung zu stehen[6]
- 1952–1957: Josef Erber
- 1957–1962: Anton Haselhofer
- 1963–2000: Anton Stilling (1931–2000)[7]
- 2001–2015: Peter Hryckiewicz
- seit 2015: Jan Soroka CR

Im Jahr 1956 wurde in Simmering die Konrad-Thurnher-Gasse nach Pfarrer Thurnher benannt.
Im Jahr 2002 wurde in Simmering der Anton-Stilling-Platz nach dem Geistlichen Anton Stilling, Pfarrer von Hasenleiten, benannt.